# Estadio Nacional de Kuwait
El Estadio Nacional de Kuwait es un estadio de uso múltiple utilizado principalmente para el fútbol ubicado en Kuwait City, en Kuwait.

## Historia
El estadio fue construido en los años 1970 con capacidad para 16000 espectadores como el estadio nacional del país.
En él fue donde la selección nacional de fútbol logró por primera vez la clasificación a un mundial en España 1982, siendo la sede del equipo nacional hasta que en 2009 cuando se mudaron al Jaber Al-Ahmad International Stadium